# Primrose (Nebraska)
Primrose – wieś w Stanach Zjednoczonych, w stanie Nebraska, w hrabstwie Boone.